# 충청북도의 기념물 (제101호 ~ 제200호)
충청북도 기념물은 지방기념물 중에서 충청북도 내에 있는 문화재를 의미한다. 최고의 문화재로 지정되지 않은 것들 중 패총, 고분, 성지, 궁지 등의 사적지 중 역사적, 학술적 가치가 있는 것, 경승지로서 예술적 기교, 관람 가치가 있는 및 동물, 식물, 광물, 동굴 등에서 학술적인 가치가 있는 것"을 대상으로 충청북도지사가 조례에 따라 지정한다.

## 지정목록

### 제101호 ~ 제200호
| 번호  | 사진 | 명칭                                                        | 소재지                                         | 관리자 (단체)                  | 지정일                                                              | 참조 |
| 101호 |      | 단양수양개선사유적 (丹陽수양개先史遺蹟)                     | 충북 단양군 적성면 예곡리 182-2                | 단양군                         | 1994년 12월 30일 지정, 1997년 10월 10일 해제, 사적 398호로 승격     |      |
| 102호 |      | 단양 금굴 유적 (丹陽 금굴 遺蹟)                             | 충북 단양군 단양읍 도담리 산4-18               | 단양군                         | 1994년 12월 30일 지정                                               |      |
| 103호 |      | 단양 구낭굴 유적 (丹陽 구낭굴 遺蹟)                         | 충북 단양군 가곡면 여천리 산32                 | 단양군                         | 1994년 12월 30일 지정                                               |      |
| 104호 |      | 진천 이집 묘갈 (鎭川 李楫 墓碣)                             | 충북 진천군 이월면 사곡리 137-1                | 고성이씨종중                   | 1995년 6월 30일 지정                                                |      |
| 105호 |      | 옥천 창주서원 묘정비 (沃川 滄州書院 廟庭碑)                 | 충북 옥천군 이원면 이원3길(이원리 216-7)       | 옥천군                         | 1996년 1월 5일 지정                                                 |      |
| 106호 |      | 진천 정철 묘소 (鎭川 鄭澈 墓所)                             | 충북 진천군 문백면 봉죽리 산14-1               | 영일정씨문청공파               | 1996년 1월 5일 지정                                                 |      |
| 107호 |      | 괴산 화양서원 묘정비 (槐山 華陽書院 廟庭碑)                 | 충북 괴산군 청천면 화양리 393-2                | 괴산군                         | 1996년 1월 5일 지정                                                 |      |
| 108호 |      | 김유신태실및돌담 (金庾信胎室및돌담)                         | 충북 진천군 진천읍 문봉리 산20                 | 가락중앙종친회                 | 1997년 6월 27일 지정, 1999년 6월 11일 해제, 사적 414호로 승격       |      |
| 109호 |      | 영동 덕수이씨 육세팔효정문 (永同 德水李氏 六世八孝旌門)     | 충북 영동군 양산면 원당리 424-8                | 이승열                         | 1999년 9월 15일 지정                                                |      |
| 110호 |      | 충주 대림산성 (忠州 大林山城)                               | 충북 충주시 살미면 향산리 산45                 | 충주시                         | 1999년 12월 31일 지정                                               |      |
| 111호 |      | 음성 수정산성 (陰城 水精山城)                               | 충북 음성군 음성읍 읍내리 산14-1 외            | 음성군                         | 1999년 12월 31일 지정                                               |      |
| 112호 |      | 청원연제리의모과나무 (淸原蓮堤里의모과나무)                 | 충북 청원군 강외면 연제리 산10-1               | 박창균                         | 2000년 6월 16일 지정, 2011년 1월 3일 해제, 천연기념물 522호로 승격  |      |
| 113호 |      | 충주 주정산 봉수 (忠州 周井山 熢燧)                         | 충북 충주시 상모면 온천리 산47-2               | 국유                           | 2000년 9월 15일 지정                                                |      |
| 114호 |      | 충주 김생사지 (忠州 金生寺址)                               | 충북 충주시 금가면 유송리 65-5번지 외          | 충주시                         | 2000년 12월 22일 지정                                               |      |
| 115호 |      | 옥천 가산사 영정각 및 산신각 (沃川 佳山寺 影幀閣 및 山神閣) | 충북 옥천군 안내면 안내회남로 671(답양리 543)  | 가산사                         | 2000년 12월 22일 지정                                               |      |
| 116호 |      | 제천 점말동굴 유적 (堤川 점말洞窟 遺蹟)                     | 충북 제천시 송학면 포전리 산68-1               | 제천시                         | 2001년 2월 2일 지정                                                 |      |
| 117호 |      | 제천 입석리 선돌 (堤川 立石里 立石)                         | 충북 제천시 송학면 입석리 665-3                | 제천시                         | 2001년 2월 2일 지정                                                 |      |
| 118호 |      | 제천 배론성지 (堤川 舟論聖地)                               | 충북 제천시 배론성지길 296 (봉양읍)            | 재단법인천주교원주교구         | 2001년 3월 2일 지정                                                 |      |
| 119호 |      | 충주 조동리 고인돌 (忠州 早洞里 支石墓)                     | 충북 충주시 동량면 조동리 1756                 | 충주시                         | 2001년 9월 14일 지정                                                |      |
| 120호 |      | 청주 가경동 유적 (淸州 佳景洞 遺蹟)                         | 충북 청주시 흥덕구 가경동 산54-1외             | 대한주택공사                   | 2002년 1월 11일 지정                                                |      |
| 121호 |      | 청주 부모산성 (淸州 父母山城)                               | 충북 청주시 흥덕구 비하동 산10-1외             | 청주시                         | 2002년 1월 11일 지정                                                |      |
| 122호 |      | 증평 연병호 생가 (曾坪 延秉昊 生家)                         | 충북 증평군 도안면 석곡리 555                  | 곡산연씨종중                   | 2002년 1월 11일 지정                                                |      |
| 123호 |      | 옥천 육영수 생가 (沃川 陸英修 生家)                         | 충북 옥천군 옥천읍 향수길 119(교동리 313)      | 옥천군                         | 2002년 4월 26일 지정                                                |      |
| 124호 |      | 진천 석장리 유적 (鎭川 石帳里 遺蹟)                         | 충북 진천군 덕산면 석장리 381번지 일대         | 진천군                         | 2002년 4월 26일 지정                                                |      |
| 125호 |      | 청주 양성산성 (淸州 壤城山城)                               | 충북 청주시 상당구 문의면 미천리 산44-13       | 청원군                         | 2002년 8월 16일 지정, 2014년 6월 27일 명칭변경                      |      |
| 126호 |      | 충주 조동리 유적 (忠州 早洞里 遺蹟)                         | 충북 충주시 동량면 조동리 1368-2               | 충주시                         | 2002년 10월 25일 지정                                               |      |
| 127호 |      | 단양 각기리 선돌 (丹陽 角基里 立石)                         | 충북 단양군 적성면 각기리 185                  | 단양군                         | 2002년 10월 25일 지정                                               |      |
| 128호 |      | 음성 망이산성 (陰城 望夷山城)                               | 충북 음성군 삼성면 양덕리 산30-1번지           | 음성군                         | 2003년 4월 11일 지정                                                |      |
| 129호 |      | 충주 팔봉서원 (忠州 八峰書院)                               | 충북 충주시 이류면 문주리 74-1                 | 팔봉서원보존관리위원회         | 2003년 6월 13일 지정                                                |      |
| 130호 |      | 청원남성골산성 (淸原南城谷山城)                             | 충북 청원군 부용면 부강리 산24 일원            | 청원군                         | 2003년 9월 26일 지정, 2012년 7월 1일 해제, 세종 기념물 9호로 재지정 |      |
| 131호 |      | 청주 송인수 묘소 및 신도비 (淸州 宋麟壽 墓所 및 神道碑)     | 충북 청주시 상당구 문의면 남계리 산69-3        | 은진송씨규암문충공파           | 2004년 9월 17일 지정, 2014년 6월 27일 명칭변경                      |      |
| 132호 |      | 증평 신경행 묘소 (曾坪 辛景行 墓所)                         | 충북 증평군 증평읍 남차리 산3-1                | 영산신씨종중                   | 2004년 9월 17일 지정                                                |      |
| 133호 |      | 충주 신청리 고인돌 (忠州 新淸里 支石墓)                     | 충북 충주시 신니면 신청리 502                  | 충주시                         | 2004년 11월 26일 지정                                               |      |
| 134호 |      | 진천 김덕숭 효자각 (鎭川 金德崇 孝子閣)                     | 충북 진천군 이월면 사곡리 1224-5               | 강능김씨모암공파               | 2005년 3월 11일 지정                                                |      |
| 135호 |      | 단양 사지원리 방단적석유구 (丹陽 斜只院里 方壇積石遺構)     | 충북 단양군 영춘면 사지원리 산14번지           | 단양군                         | 2005년 8월 12일 지정                                                |      |
| 136호 |      | 충주 부흥사 방단적석유구 (忠州 富興寺 方壇積石遺構)         | 충북 충주시 엄정면 목계리 산4-1 부흥사         | 부흥사                         | 2005년 10월 21일 지정                                               |      |
| 137호 |      | 충주 견학리 토성 (忠州 見鶴里 土城)                         | 충북 충주시 신니면 견학리 441일원              | 충주시                         | 2006년 1월 6일 지정                                                 |      |
| 138호 |      | 증평 이성산성 (曾坪 二城山城)                               | 충북 증평군                                    | 증평군                         | 2006년 12월 15일 지정, 2014년 1월 23일 해제, 사적 제527호로 승격    |      |
| 139호 |      | 청주 현풍곽씨 효자비 및 묘소 (淸州 玄風郭氏 孝子碑 및 墓所) | 충북 청주시                                    | 곽동주                         | 2007년 3월 9일 지정                                                 |      |
| 140호 |      | 충주 우천석·우팽 묘소 (忠州 禹天錫·禹伻 墓所)               | 충북 충주시 산척면 송강리 산105-1              | 단양우씨문숙공파종회           | 2007년 3월 9일 지정                                                 |      |
| 141호 |      | 괴산 정호 묘소 (槐山 鄭澔 墓所)                             | 충북 괴산군 불정면 지장리 산100                | 연일정씨문경공장암파종중       | 2007년 9월 7일 지정                                                 |      |
| 142호 |      | 영동 일제재 일원 (永同 一祭齋 一圓)                         | 충북 영동군 상촌면 임산리 440                  | 남준현                         | 2008년 5월 16일 지정                                                |      |
| 143호 |      | 증평 사곡리 우물 (曾坪 射谷里 井)                           | 충북 증평군 증평읍 사곡리 1125                 | 증평군                         | 2008년 8월 1일 지정                                                 |      |
| 144호 |      | 진천 이영남 묘소 (鎭川 李英男 墓所)                         | 충북 진천군 덕산면 기전리 산88-4               | 양성이씨종중                   | 2008년 8월 1일 지정                                                 |      |
| 145호 |      | 청주 양수척 효자비 (淸州 楊水尺 孝子碑)                     | 충북 청주시 상당구 운동동 131-3                | 청주시                         | 2009년 3월 6일 지정                                                 |      |
| 146호 |      | 괴산 김관 묘소 (槐山 金灌 墓所)                             | 충북 괴산군 불정면 지장리 산57-1번지           | 청풍김씨 관공 대종회           | 2010년 3월 12일 지정                                                |      |
| 147호 |      | 옥천 석탄리 고인돌 (沃川 石灘里 支石墓)                     | 충북 옥천군 동이면 석탄리 944                  | 옥천군                         | 2010년 10월 1일 지정                                                |      |
| 148호 |      | 옥천 석탄리 선돌 (沃川 石灘里 立石)                         | 충북 옥천군 동이면 석탄리 944                  | 옥천군                         | 2010년 10월 1일 지정                                                |      |
| 149호 |      | 충주 이시진 묘소 (忠州 李時振 墓所)                         | 충북 충주시 동량면 대전리 산17-1               | 전주이씨임영대군 효자공파 종회 | 2010년 12월 10일 지정                                               |      |
| 150호 |      | 진천 배티 성지 (鎭川 梨峙 聖地)                             | 충북 진천군 백곡면 양백리 360번지 일원         | 천주교청주교구                 | 2011년 3월 4일 지정                                                 |      |
| 151호 |      | 청주 여산송씨 정려각 (淸州 礪山宋氏 旌閭閣)                 | 충북 청주시 흥덕구 수의동 181-3번지 외         | 여산송씨 천곡파 종중           | 2011년 7월 29일 지정                                                |      |
| 152호 |      | 괴산 이연경 묘역 (槐山 李延慶 墓域)                         | 충북 괴산군 불정면 삼방리 산42-3번지           | 광주이씨 종중                  | 2011년 11월 4일 지정                                                |      |
| 153호 |      | 충주 양능길·양여공 묘소 (忠州 梁能吉·梁汝恭 墓所)           | 충북 충주시 엄정면 신만리 산58                 | 충주양씨 종회                  | 2012년 1월 6일 지정                                                 |      |
| 154호 |      | 제천 월광사지 (堤川 月光寺址)                               | 충북 제천시 한수면 송계리 산 9-3번지 외        | 충북대학교 및 단양국유림관리소 | 2012년 11월 2일 지정                                                |      |
| 155호 |      | 제천 복평리 모감주나무 군락 (堤川 伏坪里 모감주나무 群落)   | 충북 제천시 한수면 복평리 산 14번지            | 단양국유림관리소               | 2012년 12월 7일 지정                                                |      |
| 156호 |      | 보은 대야리 고분군 (報恩 大也里 古墳群)                     | 충북 보은군 보은읍 대야리 산23번지 외 8필지    | 보은군                         | 2013년 3월 15일 지정                                                |      |
| 157호 |      | 보은 회인 사직단 (報恩 懷仁 社稷壇)                         | 충북 보은군 회의면 중앙리 산3-1번지 외         | 보은군                         | 2013년 9월 13일 지정                                                |      |
| 158호 |      | 제천 교동 음나무 (堤川 校洞 음나무)                         | 충북 제천시                                    | 제천시                         | 2013년 12월 6일 지정                                                |      |
| 159호 |      | 청주 이덕수 묘역 (淸州 李德洙 墓域)                         | 충북 청주시 청원구 내수읍 묵방리 산19-1        | 이융복                         | 2014년 1월 3일 지정, 2014년 6월 27일 명칭변경                       |      |
| 160호 |      | 증평 김득신 묘소 (曾坪 金得臣 墓所)                         | 충북 증평군 증평읍 율리 산8-1번지              | 안동김씨 능촌종중              | 2014년 1월 3일 지정                                                 |      |
| 161호 |      | 보은 이제현 영당 (報恩 李齊賢 影堂)                         | 충북 보은군 탄부면 하장리 327번지              | 경주이씨익재공파 종친회        | 2014년 1월 3일 지정                                                 |      |
| 162호 |      | 음성 어재연·어재순 묘소 (陰城 魚在淵·魚在淳 墓所)           | 충북 음성군 대소면 성본리 산22-1번지 일원      | 함종어씨 충장공파 종중         | 2014년 12월 2일 지정                                                |      |
| 163호 |      | 옥천 이성산성 (沃川 已城山城)                               | 충북 옥천군 청성면 산계리 산20-1번지 외 39필지 | 국유                           | 2017년 4월 7일 지정                                                 |      |
| 164호 |      | 단양 영천동굴 (丹陽 令泉洞窟)                               | 충북 단양군 매포읍 영천리 산 1번지 외 2필지    | 사유                           | 2017년 5월 12일 지정                                                |      |
| 165호 |      | 충주 김세렴 묘소 (忠州 金世濂 墓所)                         | 충북 충주시 앙성면 본평리 산6-46번지           | 김무열                         | 2017년 6월 16일 지정예고, 2017년 8월 4일 지정                       | ,    |
| 166호 |      | 청주 석화리 목책성 (淸州 石花里 木柵城)                     | 충북 청주시 흥덕구 강내면 석화리 산23번지      | 박ㅇ규, 한ㅇ승                 | 2017년 12월 8일 지정                                                |      |
| 167호 |      | 증평 남하리 사지 (曾坪 南下里 寺址)                         | 충북 증평군 증평읍 남하리 1037-7               | 국유 및 사유                   | 2018년 8월 24일 지정                                                | ,    |
| 168호 |      | 충주 대림산 봉수 (忠州 大林山 烽燧)                         | 충북 충주시 직동 산99-2번지 일원               | 충주시                         | 2019년 2월 1일 지정                                                 | ,    |
| 169호 |      | 청주 최석정 묘소 (淸州 崔錫鼎 墓所)                         | 충북 청주시 청원구 북이면 대율리 237-15        | 전주최씨명곡종파종중           | 2019년 6월 7일 지정                                                 | ,    |
| 170호 |      | 충주 칠금동 제철유적 (忠州 漆琴洞 製鐵遺蹟)                 | 충북 충주시 칠금동 392-2번지 일원              | 국유 (충주시)                  | 2019년 8월 9일 지정                                                 | ,    |